# Jeanick Fournier
Pour les articles homonymes, voir Fournier.
 (juin 2022).
 (juin 2022).
La mise en forme du texte ne suit pas les recommandations de Wikipédia : il faut le « wikifier ».
Les points d'amélioration suivants sont les cas les plus fréquents. Le détail des points à revoir est peut-être précisé sur la page de discussion.
- Les titres sont pré-formatés par le logiciel. Ils ne sont ni en capitales, ni en gras.
- Le texte ne doit pas être écrit en capitales (les noms de famille non plus), ni en gras, ni en italique, ni en « petit »…
- Le gras n'est utilisé que pour surligner le titre de l'article dans l'introduction, une seule fois.
- L'italique est rarement utilisé : mots en langue étrangère, titres d'œuvres, noms de bateaux, etc.
- Les citations ne sont pas en italique mais en corps de texte normal. Elles sont entourées par des guillemets français : « et ».
- Les listes à puces sont à éviter, des paragraphes rédigés étant largement préférés. Les tableaux sont à réserver à la présentation de données structurées (résultats, etc.).
- Les appels de note de bas de page (petits chiffres en exposant, introduits par l'outil «  Source ») sont à placer entre la fin de phrase et le point final[comme ça].
- Les liens internes (vers d'autres articles de Wikipédia) sont à choisir avec parcimonie. Créez des liens vers des articles approfondissant le sujet. Les termes génériques sans rapport avec le sujet sont à éviter, ainsi que les répétitions de liens vers un même terme.
- Les liens externes sont à placer uniquement dans une section « Liens externes », à la fin de l'article. Ces liens sont à choisir avec parcimonie suivant les règles définies. Si un lien sert de source à l'article, son insertion dans le texte est à faire par les notes de bas de page.
- La présentation des références doit suivre les conventions bibliographiques. Il est recommandé d'utiliser les modèles {{Ouvrage}}, {{Chapitre}}, {{Article}}, {{Lien web}} et/ou {{Bibliographie}}. Le mode d'édition visuel peut mettre en forme automatiquement les références.
- Insérer une infobox (cadre d'informations à droite) n'est pas obligatoire pour parachever la mise en page.

Pour une aide détaillée, merci de consulter Aide:Wikification.
Si vous pensez que ces points ont été résolus, vous pouvez retirer ce bandeau et améliorer la mise en forme d'un autre article.
Jeanick Fournier est une chanteuse canadienne du Saguenay, au Québec, Elle est plus connue comme la gagnante de la deuxième saison de Canada's Got Talent.
Jeanick Fournier, travaille comme préposée aux soins palliatifs au Saguenay à temps partiel en plus de chanter.
Elle est la mère adoptive de deux enfants atteints du syndrome de Down.
Native de Roberval, elle a grandi dans la ville de Dolbeau-Mistassini et a ensuite déménagé dans l'arrondissement Chicoutimi de Saguenay à l'âge adulte. Elle s'est produite au Québec pendant plusieurs années, notamment dans un spectacle hommage à Céline Dion.
En 2012, Jeanick Fournier a été approchée pour participer à la deuxième saison de l'émission française The Voice : la plus belle voix. 
Elle est directement sélectionnée pour être l'un des 140 finalistes. 
Après avoir révélé sa chanson à la presse, son audition a été annulée le lendemain pour bris de confidentialité.
En 2015, elle va concrétiser un rêve en lançant le CD « Mes coups de cœur » Album qui comprend sa propre chanson thème sur l'histoire de son adoption de 2 enfants trisomiques.  « Mes amours mes enfants ».  Les paroles sont l’œuvre de  Véronique Gagné (Atchoum, la rockstar des enfants) et la superbe musique conçue par Roby Talbot.
En 2019, arrive le projet d'un nouveau spectacle, le 28 mars 2019 était la date officielle du lancement de (Cinq Divas, une  seule voix).  
Un tout nouveau spectacle hommage à cinq grandes vedettes de la pop.  Le tout a été remis à cause la pandémie.  
Cinq divas, est un spectacle dans lequel elle interprète des chansons de  Ginette Reno, Lara Fabian, Whitney Houston et Lady Gaga  et Céline Dion!. 
L'hommage à Céline se promène à travers le Québec et amène Mme Fournier au populaire Resto-Bar Club tropical à Hallandale en Floride. 
Ensuite, elle concrétise son souhait en s’installant au Mexique où elle a décroché un contrat qui lui a permis de vivre une expérience à la fois professionnelle et humaine. Une belle aventure de 4 semaines à Acapulco au Bocana Beach en famille. 

## Le Canada a du talent à revendre
Lors de sa première apparition dans Canada's Got Talent, elle a auditionné avec " I Surrender " de Céline Dion et a reçu le golden buzzer  de l'animatrice Lindsay Ell . [12] Ce qui la portait directement en demi-finale. 
À la suite de cette qualification, une vidéo  postée par la fille d'une patiente à qui Jeanick donnait des soins palliatifs en lui chantant S'il suffisait d'aimer " de Céline Dion a créé un émoi public qui a contribué à démontrer le côté humain de Jeanick.   [13] 
L'attention des médias fut encore une fois grandiose.  
Quelques jours plus tard, sa première prestation musicale depuis l'apparition à la télévision, au club Calypso de l'arrondissement Saguenay de Jonquière, attire un auditoire record; 40 % des spectateurs ont révélé avoir acheté des billets pour le spectacle après avoir vu sa performance à Canada's Got Talent . [14] 
Le même soir, à quelques jours de participer à la demi-finale de l’émission Canada’s Got Talent, 
la chanteuse du Saguenay a reçu une médaille de l’Assemblée nationale de même que les éloges 
et le soutien du premier ministre du Québec,  Francois Legault. [16]
Elle a reçu cette médaille hommage de l’Assemblée nationale des mains de la ministre responsable de sa région, Andrée Laforest.
En demi-finale, elle a interprété la chanson Never Enough du film The Greatest Showman, [15] qui lui a permis d'aller en finale grâce au vote du public. 
Pour la finale, elle a interprété la chanson du groupe Queen' " The Show Must Go On ".  
Cette interprétation lui a permis de gagner  la grande finale et un prix de 150 000$ . [17]

Juin 2022, Jeanick Fournier  signe un contrat avec Universal Music Canada.  Il s’agit d’un contrat standard qui vise la création de trois à cinq albums.[18]

### Performances et résultats
| La semaine   | Choix de la chanson   | Artiste original | Numéro de commande | Résultat       |
| ------------ | --------------------- | ---------------- | ------------------ | -------------- |
| Audition     | "I Surrender"         | Céline Dion      |                    | golden buzzer  |
| Demi finales | "Never Enough"        | Loren Allred     | 9                  | semi finaliste |
| Final        | “The Show Must Go On” | Queen            | 3                  | Gagnante       |